# 335

## Починали
- 31 декември – Силвестър I, римски папа.